# دودمان شاه
دودمان شاه (نپالی: शाह वंश) که به نام شاهان گورکا یا خاندان سلطنتی گورکا نیز شناخته می‌شود، دودمان چاوبیس تاکوری حاکم؛ و بنیان‌گذار پادشاهی گورکا از ۱۵۵۹ تا ۱۷۶۸ و بعداً پادشاهی متحد نپال از ۱۷۶۸ تا ۲۸ مهٔ ۲۰۰۸ بود.
ریشهٔ تاریخی دودمان شاه به پادشاه کاسکی، کولاماندان شاه خان می‌رسد که نوه‌اش دراویا شاه با کمک همدستان شش طایفهٔ ساکن ماجکوت و لیگلیگکوت، تاج و تخت لیگلیگکوت را از دست پادشاهان خسیا خادکا درآورد و تسخیر کرد. دراویا شاه، پادشاهی جدید خود را گورکا نامید.

## ریشه‌ها
نوادگان شاه ادعا می‌کردند که اصالت راجپوت دارند. با این حال، آنها ذیل تاکوری‌ها رتبه‌بندی می‌شوند.